# Spilopimpla rubricosa
Spilopimpla rubricosa är en stekelart som först beskrevs av Morley 1917.  Spilopimpla rubricosa ingår i släktet Spilopimpla och familjen brokparasitsteklar. Inga underarter finns listade i Catalogue of Life.